# SDSS J163440.40+462402.4
SDSS J163440.40+462402.4 ist eine Galaxie im Sternbild Herkules am Nordsternhimmel, die schätzungsweise 1,9 Milliarden Lichtjahre von der Milchstraße entfernt ist.